# Sveti Juraj na Bregu
Sveti Juraj na Bregu est une municipalité située dans le comitat de Međimurje, en Croatie. Au recensement de 2001, la municipalité comptait 5 187 habitants, dont 98,26 % de Croates.
Le siège de la municipalité est le village de Lopatinec.

## Localités
La municipalité de Sveti Juraj na Bregu compte 9 localités :
- Brezje
- Dragoslavec
- Frkanovec
- Lopatinec
- Mali Mihaljevec
- Okrugli Vrh
- Pleškovec
- Vučetinec
- Zasadbreg